# 渋川海岸

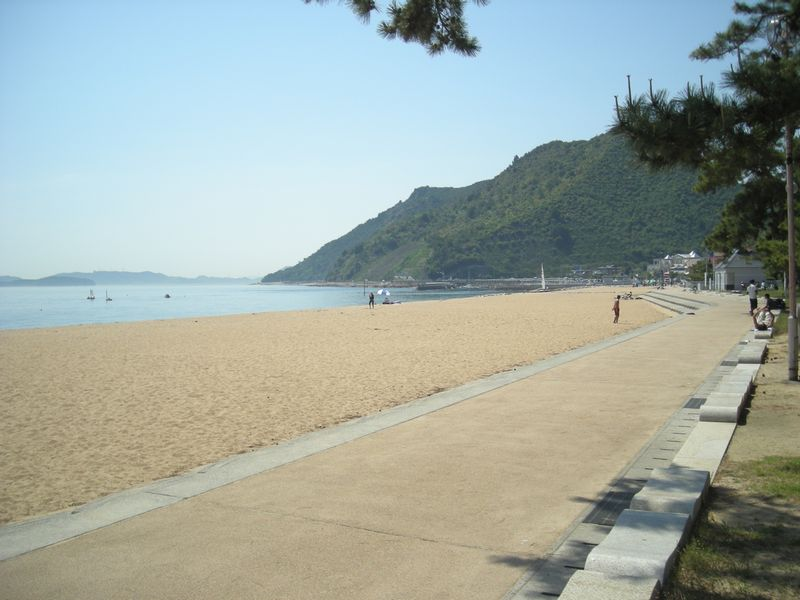
渋川海岸（2010年5月16日撮影）

渋川海岸（しぶかわかいがん）は、岡山県玉野市渋川に位置する海岸。瀬戸内海国立公園に属する景勝地で、当海岸の海水浴場は岡山県下最大である。環境省による快水浴場百選をはじめ、日本の渚百選、日本の白砂青松100選に選定されている。

## 概要
6月最終日曜日から8月最終日曜日までは海水浴場が開設されている。海水浴場開設期間中は毎年、サメ防御ネットを設けたり、水質検査をしたりするなどの安全対策を行っている。サメ防御ネットは遊泳区域を「コ」の字状に囲むもので、1992年（平成4年）に愛媛県沖の瀬戸内海で発生したサメ騒動をきっかけに毎年設置されている。瀬戸大橋に近いことから、1992年時点では京阪神方面からの客も含めて7月と8月中に約50万人の海水浴客が訪れていた。
夏季はスイカ割りなどのイベントも多く行われる。
周辺の渋川公園には、日本最長の藤棚がある。

## 周辺
- 玉野市立玉野海洋博物館
- ダイヤモンド瀬戸内マリンホテル
- おもちゃ王国
- みやま公園

## 交通
自動車
- 瀬戸中央自動車道・児島ICより国道430号経由で約30分。

交通機関
- 西日本旅客鉄道（JR西日本）宇野線・宇野駅より両備バスで約25分。
- JR岡山駅より玉野渋川特急で瀬戸内マリンホテルまで約70分。